# Хуан Убалдо
Хуан Хосе Убалдо Кабрера (ісп. Juan José Ubaldo Cabrera; 30 квітня 1979, Санто-Домінго) — домініканський професійний боксер, чемпіон Панамериканських ігор.

## Аматорська кар'єра
На Олімпійських іграх 2000  в категорії до 71 кг програв у першому бою Річарду Ровлзу (Австралія) — 7-16.
На Іграх Центральної Америки і Карибського басейну 2002 завоював срібну медаль.
2003 року, здобувши три перемоги, у тому числі у півфіналі над Жаном Паскалем (Канада) і у фіналі над Йорданісом Деспан (Куба), став чемпіоном Панамериканських ігор в категорії до 75 кг.
На Олімпійських іграх 2004 програв у першому бою  Насам Н'дам Н'жикам (Камерун) — 22-22(+).

## Професіональна кар'єра
Впродовж 2005—2019 років провів 27 боїв переважно у Домініканській Республіці проти суперників невисокого рівня. Усі три поразки зазнав на рингах США, дві з них — нокаутами від американців Еріксона Любін і Андре Діррелла.